# Louisa Fox-Strangways
Louisa Emma Fox-Strangways, marchesa di Lansdowne (Ilchester, 27 giugno 1785 – Bowood Park, 3 aprile 1851), è stata una nobildonna inglese.

## Biografia
Era la figlia di Henry Thomas Fox-Strangways, II conte di Ilchester, e di sua moglie, Maria Teresa O'Grady.

## Matrimonio
Sposò, il 30 marzo 1808, Henry Petty-Fitzmaurice, III marchese di Lansdowne, figlio del generale William Petty, II conte di Shelburne, e di sua moglie, Lady Louisa FitzPatrick. Ebbero quattro figli:
- Lady Louisa Petty-FitzMaurice (?-12 giugno 1906), sposò James Kenneth Howard, ebbero due figli;
- William Thomas Petty-FitzMaurice, conte di Kerry (30 marzo 1811-21 agosto 1836), sposò lady Augusta Lavinia Priscilla Ponsonby, ebbero una figlia;
- Henry Petty-FitzMaurice, IV marchese di Lansdowne (7 gennaio 1816-5 luglio 1866), sposò in prime nozze lady Georgiana Herbert, non ebbero figli, sposò in seconde nozze Emily Jane Mercer-Elphinstone-de Flahault, baronessa Nairne, ebbero quattro figli;
- Bentinck Yelverton Petty-FitzMaurice (1855-1892).

Divenne marchesa di Lansdowne nel 1809. Ha ricoperto la carica di Lady of the Bedchamber, della regina Vittoria, tra l'agosto 1837 e il settembre 1838.

## Morte
Morì il 3 aprile 1851, a 65 anni, a Bowood Park, nel Wiltshire.

## Ascendenza
|                                              |                  |                     | Genitori            |  |  | Nonni |  |  | Bisnonni    |  |  | Trisnonni   |  |
|                                              |                  |                     |                     |  |  |       |  |  | Stephen Fox |  |  | William Fox |  |
|                                              |                  |                     |                     |  |  |       |  |  | Stephen Fox |  |  | William Fox |  |
|                                              |                  | Elizabeth Pavey     |                     |  |  |       |  |  | Stephen Fox |  |  |             |  |
| Stephen Fox-Strangways, I conte di Ilchester |                  |                     |                     |  |  |       |  |  | Stephen Fox |  |  |             |  |
|                                              |                  | Christiana Hope     | Francis Hope        |  |  |       |  |  |             |  |  |             |  |
|                                              |                  | Christiana Hope     | Francis Hope        |  |  |       |  |  |             |  |  |             |  |
|                                              |                  | Christiana Hope     | Christian Palfeyman |  |  |       |  |  |             |  |  |             |  |
| Henry Fox-Strangways, II conte di Ilchester  |                  | Christiana Hope     |                     |  |  |       |  |  |             |  |  |             |  |
|                                              |                  | Thomas Horner       | George Horner       |  |  |       |  |  |             |  |  |             |  |
|                                              |                  | Thomas Horner       | George Horner       |  |  |       |  |  |             |  |  |             |  |
|                                              |                  | Thomas Horner       | Elizabeth Fortescue |  |  |       |  |  |             |  |  |             |  |
| Elizabeth Horner                             |                  | Thomas Horner       |                     |  |  |       |  |  |             |  |  |             |  |
|                                              |                  | Susannah Strangways | Thomas Strangways   |  |  |       |  |  |             |  |  |             |  |
|                                              |                  | Susannah Strangways | Thomas Strangways   |  |  |       |  |  |             |  |  |             |  |
|                                              |                  | Susannah Strangways | Susanna Ridout      |  |  |       |  |  |             |  |  |             |  |
| Louisa Fox-Strangways                        |                  | Susannah Strangways |                     |  |  |       |  |  |             |  |  |             |  |
|                                              | Standish O'Grady | Darby O'Grady       |                     |  |  |       |  |  |             |  |  |             |  |
|                                              | Standish O'Grady | Darby O'Grady       |                     |  |  |       |  |  |             |  |  |             |  |
|                                              | Standish O'Grady | …                   |                     |  |  |       |  |  |             |  |  |             |  |
| Standish O'Grady                             | Standish O'Grady |                     |                     |  |  |       |  |  |             |  |  |             |  |
|                                              |                  | Anne Bettesworth    | …                   |  |  |       |  |  |             |  |  |             |  |
|                                              |                  | Anne Bettesworth    | …                   |  |  |       |  |  |             |  |  |             |  |
|                                              |                  | Anne Bettesworth    | …                   |  |  |       |  |  |             |  |  |             |  |
| Mary Theresa O'Grady                         |                  | Anne Bettesworth    |                     |  |  |       |  |  |             |  |  |             |  |
|                                              |                  | Richard Hungerford  | Richard Hungerford  |  |  |       |  |  |             |  |  |             |  |
|                                              |                  | Richard Hungerford  | Richard Hungerford  |  |  |       |  |  |             |  |  |             |  |
|                                              |                  | Richard Hungerford  | Mary Moore          |  |  |       |  |  |             |  |  |             |  |
| Mary Hungerford                              |                  | Richard Hungerford  |                     |  |  |       |  |  |             |  |  |             |  |
|                                              |                  | Rachel Knowles      | …                   |  |  |       |  |  |             |  |  |             |  |
|                                              |                  | Rachel Knowles      | …                   |  |  |       |  |  |             |  |  |             |  |
|                                              |                  | Rachel Knowles      | …                   |  |  |       |  |  |             |  |  |             |  |
|                                              |                  | Rachel Knowles      |                     |  |  |       |  |  |             |  |  |             |  |

| Controllo di autorità | VIAF (EN) 88528643 · ISNI (EN) 0000 0000 6059 3531 · LCCN (EN) no2009078061 |